# Antoni Diéguez Seguí
Antonio José Diéguez Seguí (Gandia, 22 de març de 1954) és un polític mallorquí del PSIB-PSOE. Ha estat diputat al Parlament de les Illes Balears des de les eleccions al Parlament de les Illes Balears de 1995 fins a les de 2015.

## Biografia
És llicenciat en Geografia i Història per la Universitat de València el 1976 i en dret per la Universitat de les Illes Balears el 1985.
Exercí de professor de Geografia i Història a l'IES Ramon Llull entre el 1978-1995, moment en el qual es convertí en catedràtic del mateix institut.
És advocat, i està col·legiat en el ICAIB.
Entrà de diputat al Parlament de les Illes Balears des de les eleccions al Parlament de les Illes Balears de 1995 ocupant la setena posició a les llistes del PSIB.
Entre el 1995 i el 1999 fou conseller d'esports i joventut del Consell Insular de Mallorca.
Formà part com a membre de la ponència d'estudi dels maltractaments i la violència contra les dones des de l'11 de novembre del 1998 fins al 15 de juny de 1999. A més ha pres part de diferents comissions parlamentaries com la comissió no permanent d'estudi d'alta sinistralitat a les carreteres, d'investigació del cens de no residents, la d'investigació sobre l'Hospital Universitari Son Espases, a més de les comissions permanents de les diferents àrees.
Fou president del Parlament provisionalment des del 12 de juliol de 1999 fins al 31 de juliol del mateix any, per donar més temps als comitès dels partits PSIB, PSM, EU-Verds i UM que negociaven el pacte de govern que faria presidenta del Consell Insular de Mallorca Maria Antònia Munar (UM) i President del Govern de les Illes Balears Francesc Antich (PSIB-PSOE).
En tancar-se les negociacions, Diéguez fou substituït per Maximilià Morales d'Unió Mallorquina, que fou el president de la cambra fins al final de legislatura, el 2003.
Des d'ençà exercí com un dels portaveus suplents del Grup Parlamentari Socialista de la cambra autònoma illenca. A partir del 9 de juliol de 2007 en passà a ser el portaveu titular.
A la VIII legislatura ocupà el lloc de vicepresident segon de la Mesa del Parlament de les Illes Balears.
A les eleccions de 2015 ja no es presentà a les llistes electorals i per tant, deixà el càrrec de diputat.
Al 14 de desembre de 2015 es convertí en nou president del Consell Consultiu de les Illes Balears.